# Symphonie no 51 de Mozart

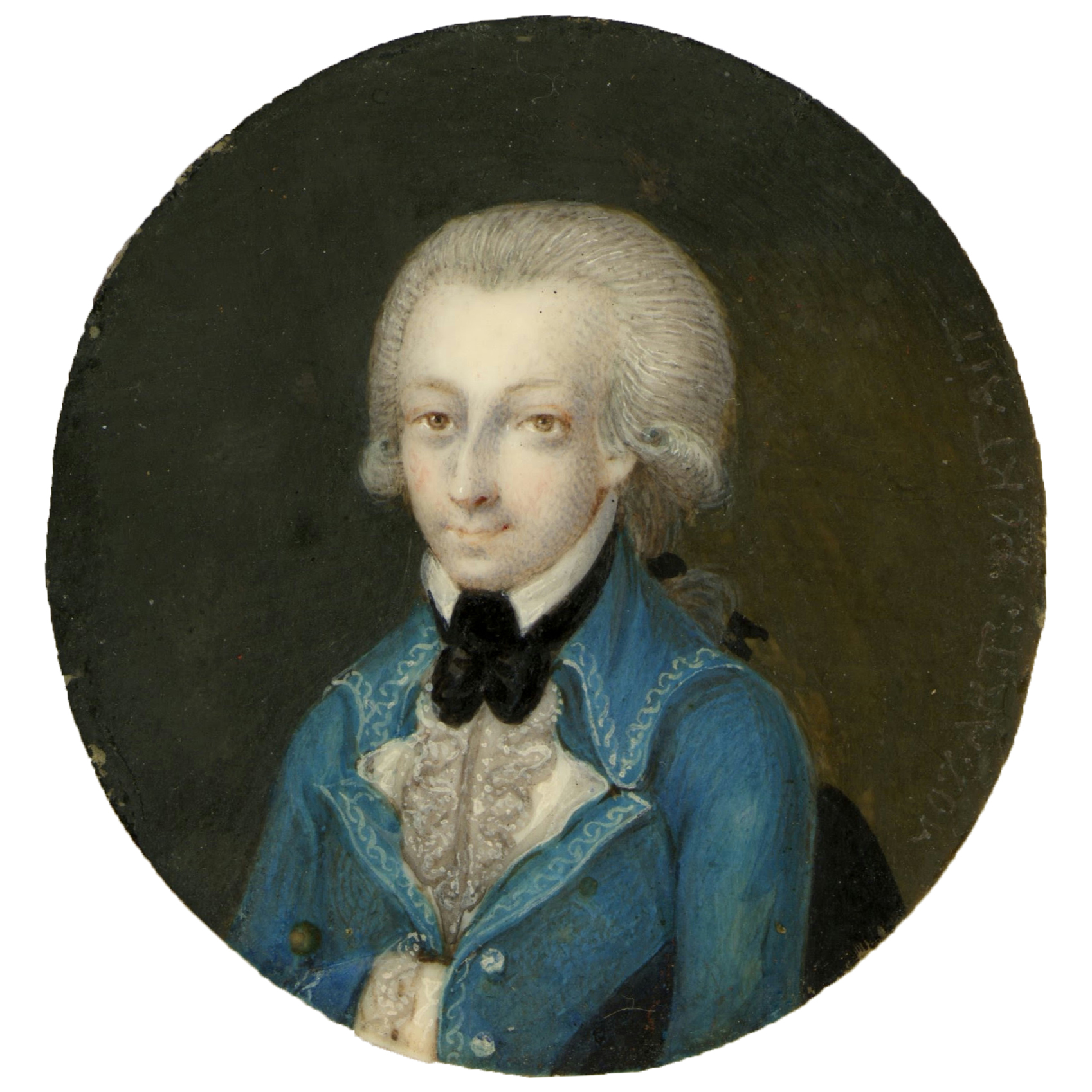
Mozart

La Symphonie « no 51 » en ré majeur K. 196+121/207a est une symphonie du compositeur autrichien Wolfgang Amadeus Mozart, datée de 1774-1775.

## Historique
Les deux premiers mouvements sont tirés de l'ouverture de l'opéra La finta giardiniera, K. 196, et le dernier mouvement, K. 121/207a, a été composé séparément en 1775. Les mouvements sont joués sans interruption.
La Alte Mozart-Ausgabe (publiée en 1879–1882) a attribué les numéros 1–41 aux 41 symphonies numérotées. Les symphonies non numérotées (quelques-unes, dont la K. 121/207a, ont été publiées dans les suppléments de la Alte-Mozart Ausgabe jusqu'en 1910) ont parfois reçu les numéros 42 à 56, bien qu'elles aient été écrites avant la Symphonie no 41 (écrite en 1788) de Mozart. La symphonie K. 196+121/207a a ainsi reçu le numéro 51 dans cet ensemble.

## Instrumentation
| Instrumentation de la symphonie no 51                                |
| Cordes                                                               |
| premiers violons, seconds violons, altos, violoncelles, contrebasses |
| Bois                                                                 |
| 2 hautbois                                                           |
| Cuivres                                                              |
| 2 cors en ré                                                         |

## Analyse de l'œuvre
Introduction du Molto Allegro :
Introduction de l'Andantino grazioso :
Introduction de l'Allegro :
La symphonie comporte trois mouvements:
1. Allegro Molto, à , en ré majeur, 97 mesures
2. Andantino grazioso, à 
, en la majeur, 54 mesures
3. Allegro, à 
, en ré majeur, 215 mesures